# Piotr Stec
Piotr Ludwik Stec (ur. w 1973 w Bielsku-Białej) – polski prawnik, radca prawny, nauczyciel akademicki, doktor habilitowany nauk prawnych, profesor nadzwyczajny Uniwersytetu Opolskiego, w latach 2011–2020 dziekan Wydziału Prawa i Administracji Uniwersytetu Opolskiego, specjalista w zakresie prawa własności intelektualnej i prawa cywilnego porównawczego.

## Życiorys
Mieszkał w Gliwicach, gdzie w latach 1980–1988 uczęszczał do Szkoły Podstawowej nr 28 im. prof. Witolda Budryka. Następnie kontynuował naukę w I Liceum Ogólnokształcącym im. Edwarda Dembowskiego, gdzie uczęszczał do klasy o profilu matematyczno-fizycznym. W 1992 zdał egzamin maturalny i rozpoczął stacjonarne studia prawnicze na Uniwersytecie Śląskim w Katowicach, które ukończył magisterium w 1997.
Na rok przed ukończeniem studiów został zatrudniony jako asystent na Wydziale Organizacji i Zarządzania Politechniki Śląskiej. W międzyczasie rozpoczął studia doktoranckie na macierzystej uczelni. W 2001 uzyskał stopień doktora nauk prawnych w zakresie prawa o specjalności prawo cywilne na podstawie pracy pt. Sprzedaż aukcyjna, napisanej pod kierunkiem prof. Wojciecha Kowalskiego i objął stanowisko adiunkta na Politechnice Śląskiej.
W 1999 roku zdał egzamin sędziowski, a w 2006 roku został radcą prawnym. W roku akademickim 2005/2006 został zatrudniony na drugim etacie w Akademii Polonijnej w Częstochowie, gdzie niedługo potem został kierownikiem Katedry Prawa Administracyjnego, a w 2009 profesorem nadzwyczajnym w Instytucie Ekonomii i Administracji, wchodzącym w skład Wydziału Interdyscyplinarnego.
W 2009 uzyskał stopień doktora habilitowanego nauk prawnych w zakresie prawa na Uniwersytecie Śląskim w Katowicach na podstawie dorobku naukowego oraz rozprawy pt. Powiernictwo w prawie polskim na tle porównawczym. W tym samym roku podjął pracę na Wydziale Prawa i Administracji Uniwersytetu Opolskiego, gdzie został kierownikiem Zakładu Porównawczego Prawa Cywilnego i Postępowania Cywilnego. W 2011 został wybrany na urząd dziekana tego wydziału po rezygnacji dr hab. Tadeusza Cieleckiego.
We wrześniu 2015 został członkiem zarządu Akademickiego Klubu Obywatelskiego im. Prezydenta Lecha Kaczyńskiego w Katowicach.
21 kwietnia 2016 został wybrany na stanowisko dziekana Wydziału Prawa i Administracji UO na kadencję 2016–2020.
Od 2017 roku jest członkiem Kolegium NIK.

## Publikacje
Zainteresowania naukowe Piotra Steca koncentrują się wokół zagadnień związanych z prawem własności intelektualnej, prawem cywilnym porównawczym.
Do jego najważniejszych publikacji należą:
- Powiernictwo w prawie polskim na tle porównawczym, Kraków 2005.
- Partnerstwo publiczno – prywatne jako instrument rozwoju zrównoważonego, Częstochowa 2009, współredaktor.
- Podstawy prawa cywilnego z umowami w administracji, Warszawa 2010, współredaktor.
- Własność intelektualna w przedsiębiorstwie. Wybrane problemy prawne i ekonomiczne, Gliwice 2010, redaktor.
- Ochrona własności intelektualnej. Zarys wykładu, Bydgoszcz – Gliwice – Opole 2011, redaktor.